# Eržvilkas
Eržvilkas (ryska: Эржвилкас) är en ort i Litauen. Den ligger i den centrala delen av landet, 170 km väster om huvudstaden Vilnius. Eržvilkas ligger 45 meter över havet och antalet invånare är 518.
Terrängen runt Eržvilkas är mycket platt. Runt Eržvilkas är det ganska glesbefolkat, med 25 invånare per kvadratkilometer. Närmaste större samhälle är Skaudvilė, 18,3 km norr om Eržvilkas. Trakten runt Eržvilkas består till största delen av jordbruksmark.